# Organe sensoriel
Un organe sensoriel est un organe qui offre un sens, c'est-à-dire qui sert de capteur.
Par exemple,
- les yeux, oreilles, nez, langue, la peau,
- les sensilles des arthropodes,
- les vibrisses des chats,
- les fossette sensorielle qui permet à différents serpents de détecter le rayonnement infrarouge,
- les ampoules de Lorenzini des requins,
- la ligne latérale de poissons.